# ストーモント・ハウス
ストーモント・ハウス（英語: Stormont House 別名：スピーカーズ・ハウス（Speaker's House））は、北アイルランドの首府であるベルファストのストーモント・エステートにある北アイルランド事務所の本部である。この建物は英国出身の建築家であるラルフ・ノットによって設計されたとはいえ、エドウィン・ルーテンス卿がいくつかの関与を認めている。
1921年から1972年までの間、北アイルランド議会下院議長の官邸として使用された。一時期、主に執務室として利用された首相官邸であるストーモント城に対する優先傾向で、実質的には多くの首相が住居として利用していた。
社会保障局がある建物はストーモント城と同じ敷地内にあるが、柵によって本館から隔てられている。北アイルランド議会議事堂も同じストーモント・エステート内にある。
隣接するキャッスルビルから移転した北アイルランド事務所は現在、ストーモント・ハウスに拠点を構えている。